# Спроул, Райан
Райан Спроул (англ. Ryan Sproul; род. 13 января 1993, Миссиссога, Онтарио) — канадский и китайский хоккеист, защитник.

## Биография
До попадания на драфт НХЛ, Райан Спроул выступал за клубы юниорской и хоккейной лиг Онтарио. В 2011 году игрок был выбран на драфте во 2-м раунде под общим 55-м номером клубом «Детройт Ред Уингз», в составе которого дебютировал в НХЛ. Дебют состоялся 13 апреля 2014 года, в матче против «Сент-Луис Блюз». Этот матч стал единственным для Спроула в сезоне 2013/14 на уровне НХЛ. Большую часть времени, как до попадания в основу «Ред Уингз», так и после, игрок провёл в фарм клубе — «Гранд-Рапидс Гриффинс». В сезоне 2016/2017 Райану Спроулу предоставилось больше игрового времени за главную команду. Он провёл на льду 27 матчей, забросил одну шайбу, в ворота команды «Вашингтон Кэпиталз» и отдал шесть результативных передач. В начале сезона 2017/2018, в результате обмена на Мэтта Пюмпела, Спроул перешёл в систему другого клуба Национальной хоккейной лиги — «Нью-Йорк Рейнджерс». В системе «Рейнджерс» Райан Спроул чередовал игры как за основную команду, так и за фарм-клуб — «Хартфорд Вулф Пэк». За основу «Рейнджерс» игрок провёл 16 матчей, забросил одну шайбу и отдал четыре результативные передачи. По окончании сезона перешёл в клуб АХЛ — «Торонто Марлис», на основе одностороннего соглашения, без возможности выступать в НХЛ. Также, в сезоне 2018/19, Спроул успел поиграть ещё за два клуба АХЛ: «Лаваль Рокет» и «Херши Беарс». По окончании сезона Спроул принял решение покинуть заокеанскую лигу и попробовать свои силы в Европе.
До осени 2019 года игрок оставался без клуба, однако, 15 октября, Спроулом заинтересовался китайский хоккейный клуб «Куньлунь Ред Стар», выступающий в КХЛ. С игроком был заключён годичный контракт. 25 октября, в гостевой встрече против «Авангарда», Райан Спроул дебютировал в КХЛ. В общей сложности, за сезон 2019/20, Райан Спроул провёл 41 матч в составе «Куньлуня», забросил 3 шайбы и отдал 9 результативных передач. После досрочного завершения сезона, связанного с пандемией коронавируса, будущее хоккеиста оставалось неизвестным. Из-за того, что «Куньлунь» вынужден провести сезон 2020/21 в подмосковных Мытищах, а также за невозможностью продлить трудовое соглашение с клубом по причине закрытия границ в России, Райан Спроул подписал новый контракт с командой только 22 сентября 2020 года. 2 июня 2024 года покинул клуб.